# Елера (Савона)
Елера (итал. Ellera) је насеље у Италији у округу Савона, региону Лигурија.
Према процени из 2011. у насељу је живело 519 становника. Насеље се налази на надморској висини од 75 м.